# Eduard Aber
August Ferdinand Eduard Aber (* 10. November 1810 in Berlin; † 25. September 1899 ebenda) war ein preußischer Verleger und Buchhändler.

## Leben
Eduard Aber war verheiratet; er hatte eine Tochter und sein Sohn Albert Aber (* 1842; † 15. Dezember 1920) wurde 1899 alleiniger Besitzer des Verlags und Buchhandels (siehe Hirschwald Verlag).
Er  trat 1833 in die 1816 gegründete Buchhandlung anfangs als Gehilfe und späterer Teilhaber seines Onkels August Hirschwald ein und wurde 1840 Alleininhaber des Unternehmens. Unter seiner Leitung entwickelte sich der Betrieb zu einer der führenden Verlags- und Sortimentsbuchhandlungen auf dem Gebiet der Medizin. Er erhielt Unterstützung durch die Mediziner Johann Friedrich Dieffenbach sowie Moritz Heinrich Romberg und es veröffentlichten unter anderem Rudolf Virchow und Robert Koch und weitere bedeutende Berliner Mediziner hier ihre Publikationen.
Eduard Aber war auch an der Gründung und Verbreitung der Berliner klinischen Wochenschrift, die aus Caspers medizinischer Wochenschrift (siehe Johann Ludwig Casper) hervorgegangen war, und weiteren Zeitschriften beteiligt. So waren zwölf Zeitschriften die Stütze des Verlags.
Er wurde auf dem Alten St.-Matthäus-Kirchhof in Berlin beigesetzt.